# اسپارهام
اسپارهام (به انگلیسی: Sparham) یک روستا و محله مدنی در بریتانیا است که در Breckland District واقع شده‌است. اسپارهام ۷٫۲۲ کیلومتر مربع مساحت و ۳۴۱ نفر جمعیت دارد.